# Hampstead (Carolina del Nord)
Hampstead è una località (unincorporated community) degli Stati Uniti d'America, della Contea di Pender, nella Carolina del Nord. Si trova tra Wilmington e Jacksonville sulla Route 17. È nota come la "Capitale della pesca delle Caroline".
Hampstead è parte della Metropolitan Statistical Area di Wilmington.